# 虛擬私有雲
虛擬私有雲 （Virtual Private Cloud, VPC） 是存在於共享或公用雲中的私有雲 （Private Cloud），亦即一種網際雲。 
亚马逊云计算服务 在 2009-08-26 發布了 亚马逊虚拟私有云，該服務允許用戶透過 IPsec 虛擬私有網路 (VPN) 來連結 Amazon EC2。
其他：华为云、阿里云等虚拟私有云(Virtual Private Cloud)是用户在云上申请的隔离的、私密的虚拟网络环境。用户可以自由配置VPC内的IP地址段、子网、安全组等子服务
Google App Engine 在 2009-04-07 發表的 Secure Data Connector 產品中也支援類似的功能。

## 外部連結
- Amazon Virtual Private Cloud（页面存档备份，存于） - 由 Amazon Web Services 提供的商業虛擬私有雲服務。
- Google Secure Data Connector（页面存档备份，存于） - Google App Engine 中的虛擬私有雲功能。
- ElasticVapor - Virtual Private Cloud Definition （页面存档备份，存于） (VPC)